# پارامیکسوویروس‌ها
پارامیکسوویروس‌ها (Paramyxoviridae) خانواده‌ای از ویروس‌های آران‌ای رشته منفی در راستهٔ مونونگاویرالس است. مهره‌داران به‌عنوان میزبان طبیعی آن‌ها عمل می‌کنند. بیماری‌های مرتبط با این خانواده شامل سرخک، اوریون و عفونت‌های دستگاه تنفسی است. این خانواده دارای چهار زیرخانواده، ۱۷ سرده و ۷۸ گونه است که سه سردهٔ آن به یک زیرخانواده اختصاص داده نشده‌است.

## طبقه‌بندی

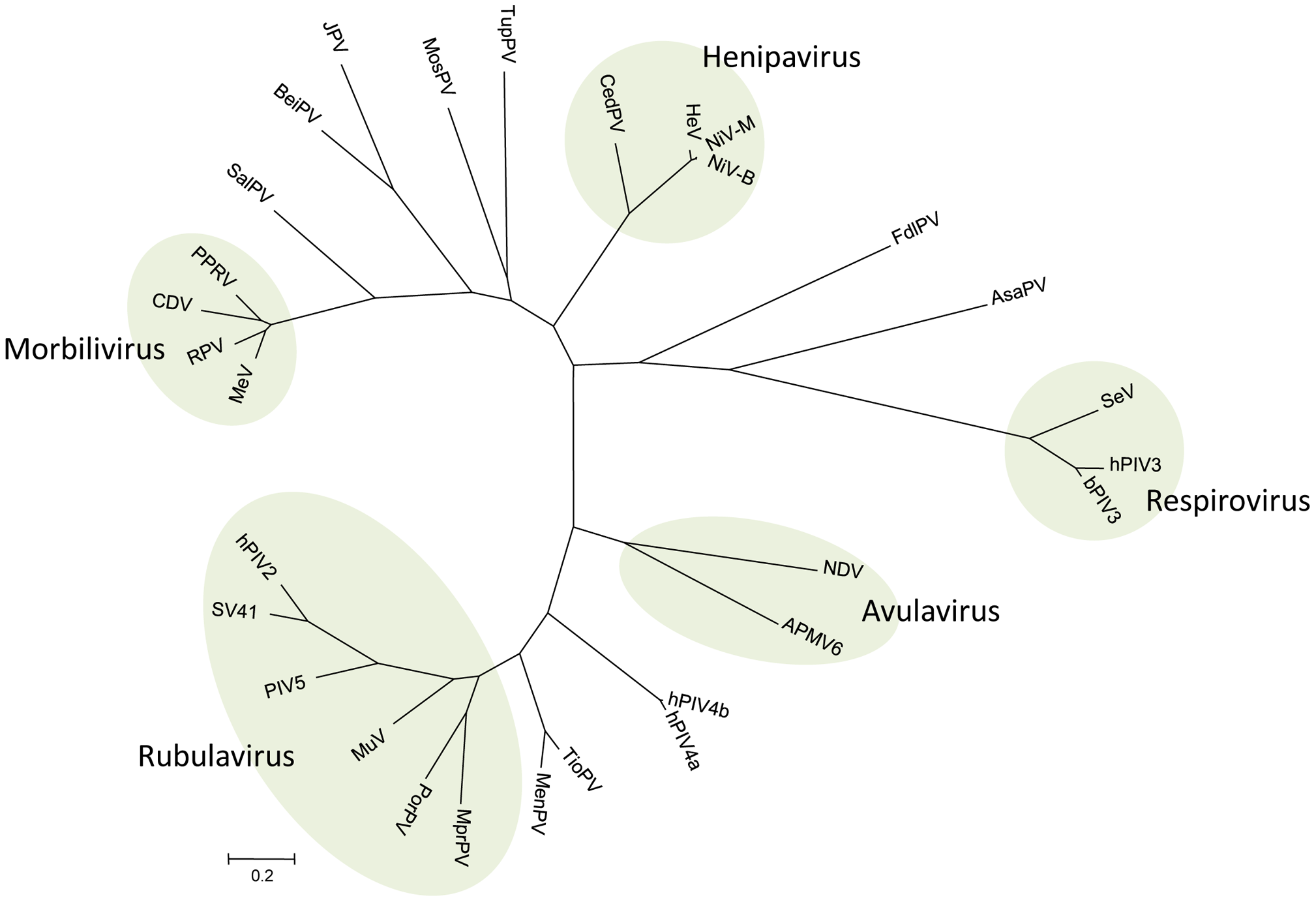
درخت تبارزایی پارامیکسوویروس‌ها

زیرخانواده: آوولاویرینه که شامل سه سرده و ۲۲ گونه است.
زیرخانواده: متاپارامیکسوویرینه که شامل یک سرده و یک گونه است.
زیرخانواده: ارتوپارامیکسوویرینه که شامل هشت سرده و ۳۴ گونه است.
زیرخانواده: روبولاویرینه که شامل دو سرده و ۱۸ گونه است.
سرده‌های تخصیص نیافته:
. سینوگلوسوس ویروس
. هوپلیکتیس ویروس
. اسکولیدون ویروس

## پارامیکسوویروس‌های بیماری‌زا
تعدادی از بیماری‌های مهم انسانی توسط پارامیکسوویروس‌ها ایجاد می‌شوند. آن‌ها شامل اوریون و همچنین سرخک هستند که باعث مرگ حدود ۷۳۳۰۰۰ نفر در سال ۲۰۰۰ شده‌اند.
ویروس پاراآنفلوآنزای انسانی (HPIV) دومین عامل شایع بیماری دستگاه تنفسی در نوزادان و کودکان است. چهار نوع HPIV وجود دارد که با نام‌های HPIV-1، HPIV-2، HPIV-3 و HPIV-4 شناخته می‌شوند. HPIV-1 و HPIV-2 ممکن است علائمی شبیه سرماخوردگی همراه با کوپ در کودکان ایجاد کنند. HPIV-3 با التهاب نایژک، برونشیت و سینه‌پهلو مرتبط است. HPIV-4 کمتر از انواع دیگر شایع است و به‌عنوان عامل بیماری‌های خفیف تا شدید دستگاه تنفسی شناخته شده‌است.
ویروس هندرا (HeV) و ویروس نیپا (NiV) در سردهٔ هنیپاویروس در انسان و دام در استرالیا و جنوب شرق آسیا ظاهر شده‌است. هر دو ویروس واگیردار، بسیار خطرناک هستند و می‌توانند تعدادی از گونه‌های پستانداران را آلوده کنند و باعث بیماری بالقوه کشنده شوند. به‌دلیل عدم وجود واکسن مجاز یا درمان‌های ضد ویروسی، هندرا و نیپا به‌عنوان عوامل سطح ایمنی زیستی ۴ تعیین می‌شوند. ساختار ژنومی هر دو ویروس مانند یک پارامیکسوویروس معمولی است.